# Xylomedes coronata
Xylomedes coronata är en skalbaggsart som först beskrevs av Sylvain Auguste de Marseul 1883.  Xylomedes coronata ingår i släktet Xylomedes och familjen kapuschongbaggar. Inga underarter finns listade i Catalogue of Life.